# モガディシュ・スタジアム
モガディシュ・スタジアム（英語：Mogadishu Stadium ソマリ語：Muqdisho Stadium）は、ソマリアの首都モガディシュにある競技場。サッカーソマリア代表の本拠地となってはいるが、内戦の影響で1986年を最後に代表は国内で試合を開催できていない。実質的なホームスタジアムは隣国エチオピアの首都アディスアベバにあるアディスアベバ・スタジアムとなっている（対戦相手がエチオピア代表の場合はジブチのスタッド・ナショナル・エル・ハジ・ハッサン・グレドがホームスタジアムとなる）。

## 歴史
中華人民共和国の技術者の支援でバーレ政権の時の1978年に建設され、スポーツイベント、大統領の演説、政治集会、コンサートなどに使用されていた。1987年にはソマリア出身の歌手Magoolがコンサートを開催、45000人以上もの観客を集めた。
1990年代に入って内戦が悪化すると、このスタジアムはさまざまな過激派組織の本拠地となった。断続的にサッカーの試合も行われていたが、スタジアムは過激派組織の支配下にあり、国際連合の平和維持部隊（UNOSOM II）の本拠地ともなって「パキスタン・スタジアム」と呼ばれた。
2006年にはFIFAによって新しい人工芝が敷かれたが、やはり内戦の影響でスタジアムは荒廃していった。米軍撤退後はエチオピア軍が占領した。
2008年には過激派組織アル・シャバブがソマリアの南部を支配し、スポーツ活動を禁じたため、スタジアムは完全に使用されなくなった。

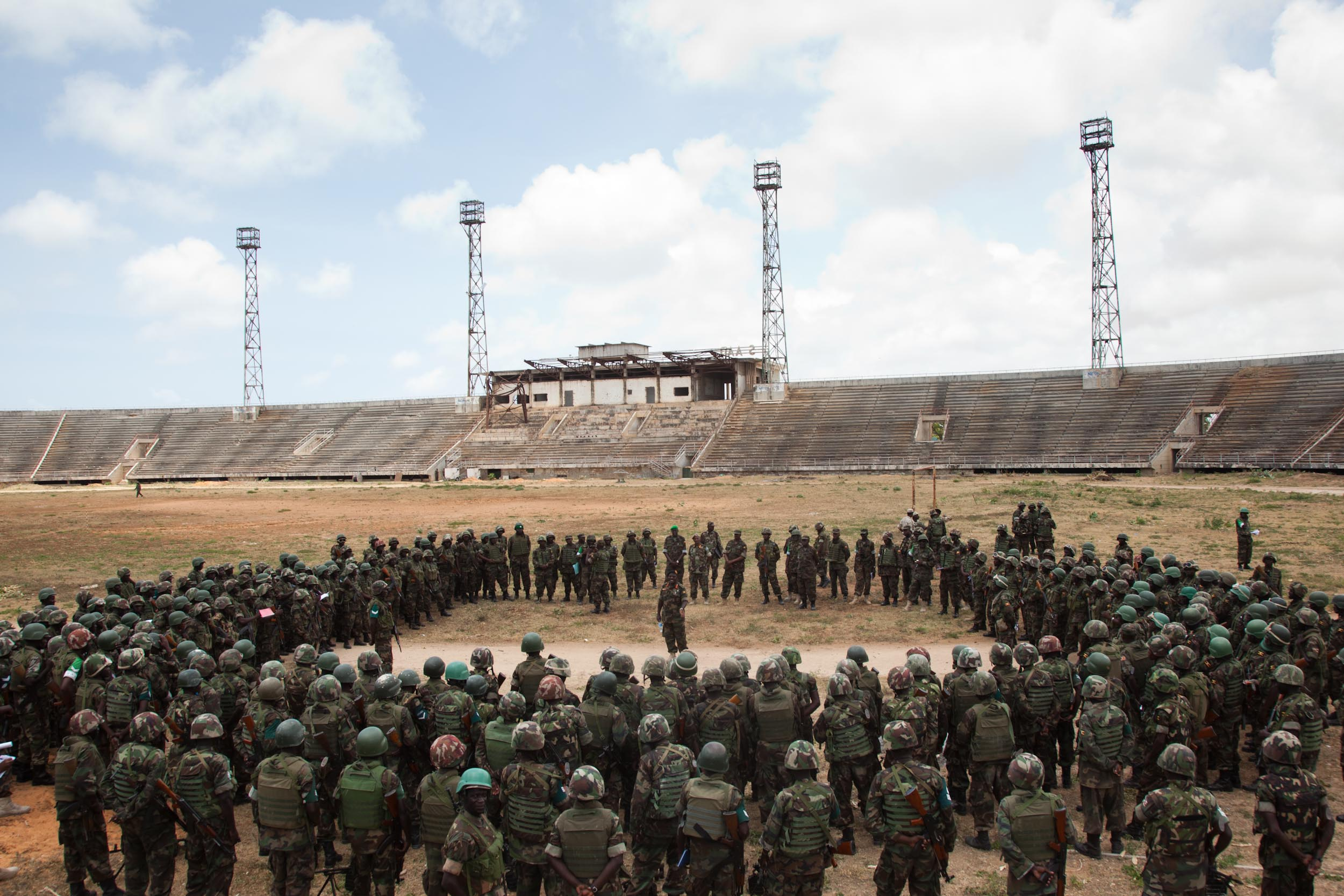
スタジアムを占領したアフリカ連合軍（2011年）

2011年のモガディシュの戦いでアフリカ連合の平和維持部隊（AMISOM）がスタジアムを奪還、AMISOMが駐留した。2013年には再び中国の支援で改装を開始、2015年に再び人工芝が敷きなおされた。